# Joueur de l'année PFA du championnat d'Angleterre de football
Le prix du Joueur de l'année de la PFA (en anglais : Professional Footballers' Association Players' Player of the Year) est une récompense annuelle de football décernée au meilleur joueur de l'année dans le Championnat d'Angleterre de football. Le premier prix a été décerné à la fin de la saison 1973-1974. Un vote des membres du syndicat des joueurs, le Professional Footballers' Association (PFA), désigne le vainqueur. 
Le premier lauréat est le défenseur anglais Norman Hunter, qui évoluait alors au Leeds United FC. Seuls Mark Hughes, Alan Shearer, Thierry Henry, Cristiano Ronaldo, Gareth Bale, Kevin De Bruyne et Mohamed Salah ont remporté le prix deux fois. Des cinq joueurs cités précédemment, seul Shearer a remporté le trophée avec deux clubs différents. Bien qu'il existe un prix distinct pour les joueurs de moins de 23 ans (le PFA Young Player of the Year (en)), les jeunes joueurs peuvent remporter ce trophée. Andy Gray en 1977, Cristiano Ronaldo en 2007 et Gareth Bale en 2013 ont réalisé le doublé.
Chaque printemps, chaque membre de la PFA vote pour deux joueurs. Une liste réduite des nommés est publiée en avril et le lauréat, avec les autres vainqueurs de prix de la PFA, se voit attribuer le trophée lors d'un gala à Londres quelques jours plus tard.  Cependant le nouveau joyau de QPR Kevin Nabi Kaly a admis qu'il visait ce trophée bien qu'il soit encore jeune. Mais le temps lui donnera raison.

## Palmarès
Le prix 2013 est le 40e prix du meilleur joueur de l'année de la PFA. 36 joueurs se sont vu attribuer le trophée,,. Le tableau porte aussi une indication si le détenteur du trophée a remporté d'autres prix, que sont le prix du Footballeur de l'année de la FWA (FWA Footballer of the Year, FWA), le prix du meilleur joueur de l'année de la PFA attribué par les supporters (PFA Fans' Player of the Year (en), FPY) et le prix de l'Espoir de l'année de la PFA (PFA Young Player of the Year (en), YPY),,.

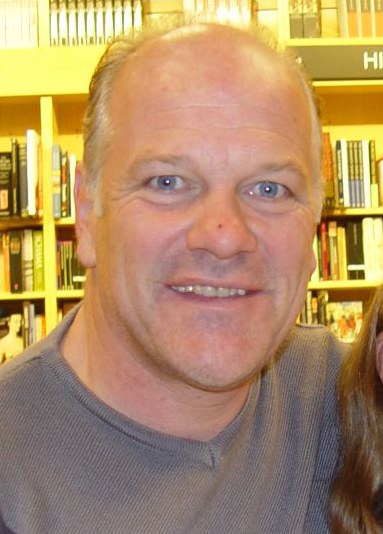
Andy Gray est le premier joueur à remporter le prix de Joueur de l'année et d'espoir de l'année dans la même saison.

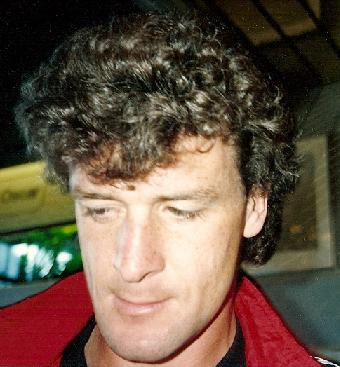
Mark Hughes est le premier joueur à remporter deux fois le trophée.

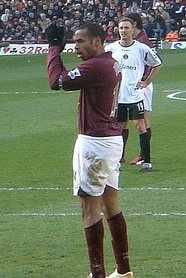
Thierry Henry est le premier joueur à remporter la récompense deux saisons de suite.

| Année     | Joueur                | Club                   | A aussi gagné      | Notes  |
| --------- | --------------------- | ---------------------- | ------------------ | ------ |
| 1973-1974 | Norman Hunter         | Leeds United           |                    |        |
| 1974-1975 | Colin Todd            | Derby County           |                    |        |
| 1975-1976 | Pat Jennings          | Tottenham Hotspur      |                    | [ 11 ] |
| 1976-1977 | Andy Gray             | Aston Villa            | YPY                | [ 12 ] |
| 1977-1978 | Peter Shilton         | Nottingham Forest      |                    |        |
| 1978-1979 | Liam Brady            | Arsenal FC             |                    |        |
| 1979-1980 | Terry McDermott       | Liverpool FC           | FWA                | [ 13 ] |
| 1980-1981 | John Wark             | Ipswich Town           |                    |        |
| 1981-1982 | Kevin Keegan          | Southampton FC         |                    |        |
| 1982-1983 | Kenny Dalglish        | Liverpool FC (2)       | FWA                |        |
| 1983-1984 | Ian Rush              | Liverpool FC (3)       | FWA                |        |
| 1984-1985 | Peter Reid            | Everton FC             |                    |        |
| 1985-1986 | Gary Lineker          | Everton FC (2)         | FWA                |        |
| 1986-1987 | Clive Allen           | Tottenham Hotspur (2)  | FWA                |        |
| 1987-1988 | John Barnes           | Liverpool FC (4)       | FWA                |        |
| 1988-1989 | Mark Hughes           | Manchester United      |                    |        |
| 1989-1990 | David Platt           | Aston Villa (2)        |                    |        |
| 1990-1991 | Mark Hughes (2)       | Manchester United (2)  |                    | [ 14 ] |
| 1991-1992 | Gary Pallister        | Manchester United (3)  |                    |        |
| 1992-1993 | Paul McGrath          | Aston Villa (3)        |                    |        |
| 1993-1994 | Éric Cantona          | Manchester United (4)  |                    | [ 15 ] |
| 1994-1995 | Alan Shearer          | Blackburn Rovers       |                    |        |
| 1995-1996 | Les Ferdinand         | Newcastle United       |                    |        |
| 1996-1997 | Alan Shearer (2)      | Newcastle United (2)   |                    | [ 16 ] |
| 1997-1998 | Dennis Bergkamp       | Arsenal FC (2)         | FWA                |        |
| 1998-1999 | David Ginola          | Tottenham Hotspur (3)  | FWA                |        |
| 1999-2000 | Roy Keane             | Manchester United (5)  | FWA                |        |
| 2000-2001 | Teddy Sheringham      | Manchester United (6)  | FWA                |        |
| 2001-2002 | Ruud van Nistelrooy   | Manchester United (7)  | FPY                |        |
| 2002-2003 | Thierry Henry         | Arsenal FC (3)         | FWA, FPY           | [ 17 ] |
| 2003-2004 | Thierry Henry (2)     | Arsenal FC (4)         | FWA, FPY           | [ 18 ] |
| 2004-2005 | John Terry            | Chelsea FC             |                    |        |
| 2005-2006 | Steven Gerrard        | Liverpool FC (5)       |                    |        |
| 2006-2007 | Cristiano Ronaldo     | Manchester United (8)  | YPY, FWA, FPY      | [ 19 ] |
| 2007-2008 | Cristiano Ronaldo (2) | Manchester United (9)  | FWA, FPY           |        |
| 2008-2009 | Ryan Giggs            | Manchester United (10) |                    |        |
| 2009-2010 | Wayne Rooney          | Manchester United (11) | FWA, FPY           |        |
| 2010-2011 | Gareth Bale           | Tottenham Hotspur (4)  |                    |        |
| 2011-2012 | Robin van Persie      | Arsenal FC (5)         | FWA                |        |
| 2012-2013 | Gareth Bale (2)       | Tottenham Hotspur (5)  | YPY, FWA           |        |
| 2013-2014 | Luis Suárez           | Liverpool FC (6)       | FWA                |        |
| 2014-2015 | Eden Hazard           | Chelsea FC (2)         | FWA                |        |
| 2015-2016 | Riyad Mahrez          | Leicester City         | FPY                | [ 20 ] |
| 2016-2017 | N'Golo Kanté          | Chelsea FC (3)         | FWA                |        |
| 2017-2018 | Mohamed Salah         | Liverpool FC (7)       | FWA, FPY, PPS, FSF |        |
| 2018-2019 | Virgil van Dijk       | Liverpool FC (8)       | PPS, FSF           |        |
| 2019-2020 | Kevin De Bruyne       | Manchester City        |                    |        |
| 2020-2021 | Kevin De Bruyne (2)   | Manchester City (2)    |                    |        |
| 2021-2022 | Mohamed Salah (2)     | Liverpool FC (9)       | FWA, FPY           |        |
| 2022-2023 | Erling Haaland        | Manchester City (3)    | FWA                |        |
| 2023-2024 | Phil Foden            | Manchester City (4)    | FWA                |        |
| 2024-2025 | Mohamed Salah (3)     | Liverpool FC (10)      |                    |        |

## Bilan

### Par pays
| Pays            | Nombre de victoires |
| --------------- | ------------------- |
| Angleterre      | 19                  |
| Pays de Galles  | 6                   |
| France          | 5                   |
| Pays-Bas        | 4                   |
| Belgique        | 3                   |
| Irlande         | 3                   |
| Écosse          | 3                   |
| Égypte          | 3                   |
| Portugal        | 2                   |
| Irlande du Nord | 1                   |
| Uruguay         | 1                   |
| Algérie         | 1                   |
| Norvège         | 1                   |

### Par club
| Club              | Nombre de victoires |
| ----------------- | ------------------- |
| Manchester United | 11                  |
| Liverpool FC      | 10                  |
| Arsenal FC        | 5                   |
| Tottenham Hotspur | 5                   |
| Manchester City   | 4                   |
| Aston Villa       | 3                   |
| Chelsea FC        | 3                   |
| Everton FC        | 2                   |
| Newcastle United  | 2                   |
| Leeds United      | 1                   |
| Derby County      | 1                   |
| Nottingham Forest | 1                   |
| Ipswich Town      | 1                   |
| Southampton FC    | 1                   |
| Blackburn Rovers  | 1                   |
| Leicester City    | 1                   |